# ZTE Blade
A ZTE Blade (Orange San Francisco) egy Google Android 2.1 („Éclair”) operációs rendszerrel ellátott, alsó-közép árkategóriás, multimédiás mobiltelefon. 2010. szeptember 21-én mutatta be az Orange UK, a telefont a kínai ZTE gyártja.

## Hardverről
512 MB RAM-mal rendelkezik a készülék. Érdekesség, hogy a Magyarországon forgalmazott ZTE Blade készülékek eleinte csak 256 MB RAM-mal rendelkeztek, ez egy firmware hiba miatt volt, megjelent hivatalos frissítés a hiba javítására, illetve az új szállítmányok már eleve 512 MB RAM-mal érkeznek.
512 MB ROM áll rendelkezésre az operációs rendszer, felhasználói alkalmazások illetve azok adatai tárolására. A ténylegesen a felhasználó rendelkezésére álló tárterület a partíciókiosztástól és az operációs rendszer verziójától függően ennél kevesebb, kb. 200 MB - 360 MB körüli. A készülékhez gyárilag mellékelnek egy 2 GB-os microSD kártyát a felhasználói adatok és alkalmazások (az utóbbi Android 2.2+ esetén) tárolásához.
Rendelkezik továbbá RDS FM Rádióval, 3 tengelyű mágneses térerőmérővel (iránytű), GPS képes A-GPS támogatással, Wi-Fi, Bluetooth kapcsolatra képes. Mobilhálózaton HSDPA kompatibilis.

## Vélemények
A közösség többnyire pozitívan fogadta a készüléket, mivel alacsony árszínvonal mellett jó teljesítményt nyújt. A telefonokhoz hasonló árkategóriában mért nagy felbontású kijelzőjét sokan dicsérték, a kamerája viszont sok kritikát kapott, azonban a vevők nagy részét ez a hiba sem vette el vásárlási kedvüket, mivel az ár-érték arány még ezzel együtt is jónak volt mondható.